# Exatlón Colombia
Exatlón Colombia fue un reality show competencias deportivas, basado en el formato original de Turquía, producido y transmitido por el Canal RCN en 2018. El programa fue presentado por Roberto Manrique. El objetivo es reunir 12 famosos y 12 contendientes colombianos para enfrentar pruebas físicas y mentales que permitan seleccionar el primer "Exatlón" de Colombia.

## Sinopsis
En el reality compiten 22 personas en dos equipos de once integrantes. Ambos equipos deben luchar por sobrevivir a las duras pruebas del Exatlón. El equipo de famosos está formado por deportistas de alto rendimiento y celebridades del medio del espectáculo, y el equipo de contendientes está formado por deportistas de alto rendimiento que buscarán llevarse el gran premio de la competencia.

### Participantes en competencias anteriores
| Pedro Pallares    | Protagonistas de novela 2: La amenaza                                                           | 2003      | 4.° eliminado/10.° eliminado |
| Emerson Rodríguez | Protagonistas de novela 3: El juicio final                                                      | 2004      | 11º Eliminado                |
| Daniel Tirado     | Desafío 2011: La lucha de las regiones, la piedra sagrada Desafío 2015: India, la reencarnación | 2011 2015 | 5° lugar 1º Eliminado no. 1  |
| Daniela Estrada   | Colombia's Next Top Model, Ciclo 1                                                              | 2013      | 9ª Eliminada                 |
| Dumar Roa Ruiz    | Desafío 2017: Súper Humanos, Cap Cana                                                           | 2017      | 7º Eliminado / 11º Eliminado |
| Valentina Ortiz   | Desafío 2017: Súper Humanos, Cap Cana                                                           | 2017      | 20.ª eliminada               |

## Participantes
| Lugar | Participante                                   | Ocupación                                  | Equipo Original | Segunda Etapa                 | Resultado                     |
| ----- | ---------------------------------------------- | ------------------------------------------ | --------------- | ----------------------------- | ----------------------------- |
| 01°   | José Rodríguez 24, Mariquita - Tolima          | Deportista y Campeón De Parkour            | Famosos         | Exatlón Colombia              | Campeón 7 - Sep - 2018        |
| 02°   | Isabel Orozco 28, Cali                         | Deportista En Crossfit                     | Famosos         | Exatlón Colombia              | Finalista 7 - Sep - 2018      |
| 03°   | Melissa Peláez 25, Medellín                    | Modelo y Entrenadora Personal              | Famosos         | Exatlón Colombia              | Semifinalista 6 - Sep - 2018  |
| 04°   | Daniel Tirado 33, Medellín                     | Comerciante de Ropa y Escalador            | Famosos         | Exatlón Colombia              | Semifinalista 6 - Sep - 2018  |
| 05°   | Gregoria Gómez 22, Cartagena                   | Atleta Profesional y Velocista             | Contendientes   | Exatlón Colombia              | 24° Eliminada 4 - Sep - 2018  |
| 06°   | Emerson Rodríguez 34, Santa Marta              | Actor y exfutbolista                       | Famosos         | Exatlón Colombia              | 23° Eliminado 4 - Sep - 2018  |
| 07°   | Verónica Gutiérrez Aguado 22, Cali             | Triatleta Profesional                      | Contendientes   | Exatlón Colombia              | 22° Eliminada 31 - Ago - 2018 |
| 08°   | Dumar Roa Ruiz 27, Guateque                    | Experto en Artes Marciales                 | Contendientes   | Exatlón Colombia              | 21° Eliminado 29 - Ago - 2018 |
| 09°   | Ricardo Valencia Portilla 32, Medellín         | Entrenador de Crossfit                     | Contendientes   |                               | 20° Eliminado 24 - Ago - 2018 |
| 10°   | Natalia Giraldo 25, Bogotá                     | Patinadora                                 | Famosos         | 19° Eliminada 22 - Ago - 2018 |                               |
| 11°   | Daniel Olmos 28, Barranquilla                  | Surfista Profesional                       | Famosos         | 18° Eliminado 17 - Ago - 2018 |                               |
| 12°   | Juan José Trujillo Zea 22, Cali                | Atleta De Crossfit                         | Contendientes   | 17° Eliminado 9 - Ago - 2018  |                               |
| 13°   | Viviana García Gómez 41, Cali                  | Cirujana Plástica                          | Contendientes   | 16° Eliminada 3 - Ago - 2018  |                               |
| 14°   | Jonatan Serna Martínez 32, Chocó               | Auxiliar y Entrenador Personal             | Contendientes   | 15° Eliminado 27 - Jul - 2018 |                               |
| 15°   | Valentina Ortiz Valderrama 19, Medellín        | Campeona Nacional De Street Work Out       | Contendientes   | 14° Eliminada 19 - Jul - 2018 |                               |
| 16°   | Daniela Estrada 26, Medellín                   | Modelo y Deportista                        | Famosos         | 13° Eliminada 12 - Jul - 2018 |                               |
| 17°   | Jeisson Cano Calderón 22, Puerto Berrío        | Competidor de Crossfit                     | Contendientes   | 12° Eliminado 6 - Jul - 2018  |                               |
| 18°   | Paulina Valencia Campuzano 34, Medellín        | Diseñadora Industrial                      | Contendientes   | 11° Eliminada 29 - Jun - 2018 |                               |
| 19°   | Rubén Baquero 37, Bogotá                       | Formador De Entrenadores                   | Famosos         | 10° Eliminado 22 - Jun - 2018 |                               |
| 20°   | Betto Urrego 32, Bogotá                        | Entrenador y Atleta Crossfit               | Contendientes   | 9° Eliminado 15 - Jun - 2018  |                               |
| 21°   | Lucía Aldana 26, Cali                          | ExReina de Belleza y Modelo                | Famosos         | 8° Eliminada 8 - Jun - 2018   |                               |
| 22°   | Bárbara Palacios 29, Medellín                  | Entrenadora Personal                       | Famosos         | 7° Eliminada 4 - Jun - 2018   |                               |
| 23°   | Fredy Harel 29, Cartagena                      | Cantante                                   | Famosos         | 6° Eliminado 1 - Jun - 2018   |                               |
| 24°   | Freddy Rincón 52, Buenaventura                 | Exfutbolista                               | Famosos         | 5° Eliminado 29 - May - 2018  |                               |
| 25°   | Karen Dayana Manjarrés Alarcón 26, Santa Marta | Estudiante de Comunicación Social y Atleta | Contendientes   | 4° Eliminada 25 - May - 2018  |                               |
| 26°   | Johanna Fadul 32, Bogotá                       | Actriz                                     | Famosos         | 3° Eliminada 18 - May - 2018  |                               |
| 27°   | Daniel Maia Pereira 39, São Paulo, Brasil      | Experto en Artes Marciales                 | Contendientes   | 2° Eliminado 11 - May - 2018  |                               |
| 28°   | Pedro Pallares 35, Cúcuta                      | Actor y Oficial De Armada                  | Famosos         | 1° Eliminado 4 - May - 2018   |                               |

|  | Eliminación común |  | Eliminación por lesión |  | Semifinalista |  | Finalista |  | Vencedor |

### Participantes Añadidos
- Rubén Baquero es añadido al equipo de Famosos en la semana 5
- Bárbara Palacios es añadida al equipo de Famosos en la semana 5
- Gregoria Gómez es añadida al equipo de Contendientes en la semana 5
- Betto Urrego es añadido al equipo de Contendientes en la semana 5
- Melissa Peláez es añadida al equipo de Famosos como reemplazo de Barbara Palacios en la semana 7
- Daniel Olmos es añadido al equipo de Famosos como reemplazo de Freddy Rincón en la semana 7

### Participantes Retirados
- Freddy Rincón es eliminado de la competencia debido a una fuerte lesión.
- Lucía Aldana es eliminada de la competencia debido a una fuerte lesión.
- Bárbara Palacios es eliminada de la competencia debido a una fuerte lesión.
- Viviana García es eliminada de la competencia debido a una fuerte lesión.

## Juego por fortaleza
Este es un juego que se realiza una vez por semana. En él se disputa la fortaleza que cuenta con todas las comodidades como camas, comida, piscina y habitaciones individuales para poder sobrevivir a las pruebas del Exatlón y se asigna al equipo ganador mientras que el equipo perdedor es enviado a la cabaña, que sólo cuenta con cuatro paredes y colchas para dormir sin ninguna comodidad.
| Programa | Equipo ganador | Equipo perdedor | Marcador | Circuito           |
| 01       | Contendientes  | Famosos         | 10 - 5   | Tirolesa           |
| 06       | Famosos        | Contendientes   | 10 - 1   | Carretas           |
| 12       | Famosos        | Contendientes   | 10 - 2   | Tobogán            |
| 17       | Famosos        | Contendientes   | 10 - 8   | Fútbol             |
| 21       | Famosos        | Contendientes   | 10 - 5   | Carretas           |
| 26       | Famosos        | Contendientes   | 10 - 6   | Carretas           |
| 30       | Contendientes  | Famosos         | 10 - 3   | Rastrera           |
| 35       | Contendientes  | Famosos         | 10 - 4   | Acuático           |
| 40       | Famosos        | Contendientes   | 10 - 1   | Tobogán            |
| 45       | Famosos        | Contendientes   | 10 - 3   | Tirolesa           |
| 49       | Famosos        | Contendientes   | 10 - 8   | Columpio           |
| 54       | Famosos        | Contendientes   | 10 - 7   | Bicicleta / poleas |
| 59       | Famosos        | Contendientes   | 10 - 8   | Tobogán            |
| 63       | Contendientes  | Famosos         | 10 - 6   | Carretas           |
| 68       | Famosos        | Contendientes   | 10 - 6   | Equilibrio         |
| 72       | Contendientes  | Famosos         | 10 - 4   | Triple Trinchera   |
| 77       | Famosos        | Contendientes   | 10 - 7   | Carretas           |

### Juego por recompensa
Este es un juego donde el equipo ganador tiene derecho a acceder a una recompensa que va desde comida hasta lujos más grandes.
| Programa | Equipo Ganador | Equipo Perdedor | Marcador | Recompensa                                     | Circuito           |
| 02       | Famosos        | Contendientes   | 10 - 7   | Visita Al Mercado                              | Triple Trinchera   |
| 03       | Famosos        | Contendientes   | 10 - 7   | Visita Al Mercado                              | Rastrera           |
| 05       | Contendientes  | Famosos         | 10 - 4   | Visita Al Mercado                              | Lodo               |
| 07       | Contendientes  | Famosos         | 10 - 8   | Visita Al Mercado                              | Sube y Baja        |
| 08       | Famosos        | Contendientes   | 10 - 7   | Visita Al Restaurante                          | Triple Trinchera   |
| 10       | Famosos        | Contendientes   | 10 - 5   | Visita Al Restaurante                          | Tobogán            |
| 13       | Famosos        | Contendientes   | 10 - 7   | Visita Al Restaurante                          | Fuerza             |
| 20       | Famosos        | Contendientes   | 10 - 9   | Visita Al Restaurante                          | Agua               |
| 22       | Famosos        | Contendientes   | 10 - 7   | Picnic en la Cascada                           | Gravedad           |
| 25       | Contendientes  | Famosos         | 10 - 6   | Festival de Música                             | Triple Trinchera   |
| 29       | Famosos        | Contendientes   | 10 - 8   | Asado de Pescado                               | Tirolesa           |
| 31       | Famosos        | Contendientes   | 10 - 4   | Viaje en Jet Privado y Concierto de Luis Fonsi | Carretas           |
| 36       | Famosos        | Contendientes   | 10 - 4   | Experiencia en Canopy                          | Rastrera           |
| 39       | Famosos        | Contendientes   | 10 - 7   | Ver el partido de Colombia en el mundial       | Carretas           |
| 41       | Contendientes  | Famosos         | 10 - 6   | Banquete con Turquía y Grecia                  | Lodo               |
| 44       | Contendientes  | Famosos         | 10 - 9   | Visita Al Restaurante                          | Acuático           |
| 46       | Famosos        | Contendientes   | 10 - 4   | Visita a restaurante y paseo en catamarán      | Tobogan            |
| 50       | Famosos        | Contendientes   | 10 - 9   | Visita a Santo Domingo y juego de bolos        | Bicicleta / poleas |
| 53       | Contendientes  | Famosos         | 10 - 3   | Visita al restaurante                          | Tobogan            |
| 55       | Famosos        | Contendientes   | 10 - 6   | Visita a una Villa                             | Carretas           |
| 58       | Famosos        | Contendientes   | 10 - 6   | Visita a Santo Domingo                         | Lodo               |
| 64       | Famosos        | Contendientes   | 10 - 6   | Sesión de masaje y comida                      | Tobogan            |
| 69       | Famosos        | Contendientes   | 10 - 4   | Ida a cine                                     | Lodo               |
| 73       | Famosos        | Contendientes   | 10 - 3   | Viaje en avión a Puntacana                     | Tirolesa           |
| 76       | Famosos        | Contendientes   | 10 - 2   | Clases de buceo                                | Poleas             |

### Juego por comunicación
Este es un juego que se realiza una vez por semana, el cual le da la oportunidad a uno de los dos equipos de poder comunicar con su familia por medio de fotografías, mensajes de texto, llamadas telefónicas o videollamadas.
| Programa | Equipo ganador | Equipo perdedor | Marcador | Circuito         |
| 11       | Contendientes  | Famosos         | 10 - 8   | Lodo             |
| 18       | Famosos        | Contendientes   | 10 - 7   | Tobogán          |
| 23       | Famosos        | Contendientes   | 10 - 7   | Tirolesa         |
| 34       | Famosos        | Contendientes   | 10 - 8   | Agua             |
| 37       | Famosos        | Contendientes   | 10 - 8   | Tirolesa         |
| 42       | Famosos        | Contendientes   | 10 - 9   | Trineo           |
| 48       | Famosos        | Contendientes   | 10 - 9   | Triple Trinchera |
| 51       | Famosos        | Contendientes   | 10 - 7   | Lodo             |
| 57       | Famosos        | Contendientes   | 10 - 7   | Trampolín/agua   |
| 62       | Famosos        | Contendientes   | 10 - 4   | Lodo             |

### Juego Por Recompensa Personal
Este es un juego individual en el que se enfrentan todo contra todos respecto a la rama que pertenezcan y al final, al ganador y a la ganadora se le otorga una recompensa personal que puede compartir con algún compañero.
A partir de la semana 14 el sistema de recompensas personales cambia y esta vez los participantes compiten de manera individual contra el tiempo y el hombre y la mujer más rápidos son los ganadores de la prueba obteniendo así un beneficio personal.
| Primera Etapa |                    |                   |                             |
| Programa      | Mujer Más Rápida   | Hombre Más Rápido | Recompensa Personal         |
| 21/22         | Valentina Ortiz    | Daniel Tirado     | Patacones con Hogao         |
| -             | Natalia Giraldo    | Daniel Tirado     | Comida                      |
| Segunda Etapa |                    |                   |                             |
| Semana        | Mujer Más Rápida   | Hombre Más Rápido | Recompensa Personal         |
| 14            | Gregoria Gómez     | Daniel Tirado     | Llamada Telefónica y Comida |
| 15            | Natalia Giraldo    | Dumar Roa         | Llamada telefónica y Comida |
| 16            | Verónica Gutiérrez | Emerson Rodríguez | Llamada telefónica y Helado |
| 17            | Isabel Orozco      | José Rodríguez    | Vídeo Llamada y Bebidas     |

### Juego Por Supervivencia
Este es un juego que se realiza una vez por semana, el cual le da la oportunidad a uno de los dos equipos de poder comunicar con su familia por medio de fotografías, mensajes de texto, llamadas teléfonicas o videollamadas.
| Semana | Programa | Equipo ganador | Marcador | Sentenciado 1 | Sentenciado 2   | Marcador | Eliminado | Eliminado por lesión | Circuito           |
| 01     | 04       | Contendientes  | 10 - 8   | Fredy H.      | Pedro           | 5 - 0    | Pedro     | -                    | Tobogán            |
| 02     | 09       | Famosos        | 10 - 7   | Daniel P.     | Juan José       | 4 - 5    | Daniel P. | -                    | Rastrera           |
| 03     | 15       | Contendientes  | 10 - 4   | Johana        | Isabel (9/10)   | 0 - 5    | Johana    | -                    | Tirolesa           |
| 04     | 19       | Famosos        | 10 - 5   | Karen         | Verónica (9/10) | 3 - 5    | Karen     | -                    | Fuerza             |
| 05     | 24       | Contendientes  | 10 - 5   | Fredy H.      | José (7/9)      | 0 - 5    | Fredy H.  | Freddy R.            | Tobogán            |
| 06     | 28       | Contendientes  | 10 - 5   | Isabel        | Lucía (5/8)     | -        | -         | Bárbara / Lucía      | Trineo             |
| 07     | 33       | Famosos        | 10 - 3   | Betto         | Dúmar (6/11)    | 4 - 5    | Betto     | -                    | Tobogán            |
| 08     | 38       | Contendientes  | 10 - 7   | Rubén         | Emerson (7/9)   | 0 - 5    | Rubén     | -                    | Triple Trinchera   |
| 09     | 43       | Famosos        | 10 - 6   | Paulina       | Viviana (6/10)  | 4 - 5    | Paulina   | -                    | Acuático           |
| 10     | 47       | Famosos        | 10 - 7   | Dúmar         | Jeisson (5/9)   | 4 - 5    | Jeisson   | -                    | Carretas           |
| 11     | 52       | Contendientes  | 10 - 6   | Daniela       | Natalia (5/8)   | 5 - 2    | Daniela   | -                    | Juego de lucha     |
| 12     | 56       | Famosos        | 10 - 7   | Valentina     | Viviana (6/8)   | 5 - 3    | Valentina | -                    | Tirolesa           |
| 13     | 60       | Famosos        | 10 - 8   | Jonatan       | Dumar (4/7)     | 5 - 4    | Jonatan   | -                    | Triple trinchera   |
| 14     | 65       | Famosos        | 10 - 4   | Viviana       | Veronica (4/6)  | 1 - 0    | -         | Viviana              | Bicicleta / Poleas |
| 15     | 70       | Famosos        | 10 - 1   | Dúmar         | Juan José       | 5 - 4    | Juan José | -                    | Trinchera          |
| 16     | 75       | Contendientes  | 10 - 8   | Emerson       | Daniel O.       | 5 - 4    | Daniel O. | -                    | Dinosaurio         |
| 17     | 78       | Contendientes  | 10 - 6   | Natalia       | Melissa         | 5 - 1    | Natalia   | -                    | Trinchera          |
| 17     | 80       | Famosos        | 10 - 5   | Dúmar         | Ricardo         | 5 - 4    | Ricardo   | -                    | Agua               |

### Juego Por Eliminación
| Semana | Equipo Ganador | Marcador | Sentenciado 1 | Sentenciado 2   | Eliminado | Evacuado        |
| ------ | -------------- | -------- | ------------- | --------------- | --------- | --------------- |
| 1      | Contendientes  | 10 - 8   | Fredy H.      | Pedro           | Pedro     | -               |
| 2      | Famosos        | 10 - 7   | Daniel P.     | Juan José       | Daniel P. | -               |
| 3      | Contendientes  | 10 - 4   | Johana        | Isabel (9/10)   | Johana    | -               |
| 4      | Famosos        | 10 - 5   | Karen         | Verónica (9/10) | Karen     | -               |
| 5      | Contendientes  | 10 - 5   | Fredy H.      | José (7/9)      | Fredy H.  | Freddy R.       |
| 6      | Contendientes  | 10 - 5   | Isabel        | Lucía (5/8)     | -         | Bárbara / Lucía |
| 7      | Famosos        | 10 - 3   | Betto         | Dúmar (6/11)    | Betto     | -               |
| 8      | Contendientes  | 10 - 7   | Rubén         | Emerson (7/9)   | Rubén     | -               |
| 9      | Famosos        | 10 - 6   | Paulina       | Viviana (6/10)  | Paulina   | -               |
| 10     | Famosos        | 10 - 7   | Dúmar         | Jeisson (5/9)   | Jeisson   | -               |
| 11     | Contendientes  | 10 - 6   | Daniela       | Natalia (5/8)   | Daniela   | -               |
| 12     | Famosos        | 10 - 7   | Valentina     | Viviana (6/8)   | Valentina | -               |
| 13     | Famosos        | 10 - 8   | Jonatan       | Dúmar (4/7)     | Jonatan   | -               |
| 14     | Famosos        | 10 - 4   | Viviana       | Verónica (4/6)  | -         | Viviana         |
| 15     | Famosos        | 10 - 1   | Dúmar         | Juan José       | Juan José | -               |
| 16     | Contendientes  | 10 - 8   | Emerson       | Daniel O.       | Daniel O. | -               |
| 17     | Contendientes  | 10 - 6   | Natalia       | Melissa         | Natalia   | -               |
| 17     | Famosos        | 10 - 5   | Dúmar         | Ricardo         | Ricardo   | -               |

### Minigames
Estos son juegos cortos en dónde los atletas compiten por recompensas en pequeños juegos que van desde destreza manual a destraza mental, pruebas que ponen a prueba los talentos ocultos.
| Programa | Juego           | Equipo Ganador | Equipo Perdedor | Marcador | Recompensa                          |
| 07       | Bastón volador  | Contendientes  | Famosos         | 10 - 7   | Arepas                              |
| 12       | Pizzero         | Famosos        | Contendientes   | 7 - 3    | Crepas de Chocolate                 |
| 16       | Mesa misteriosa | Famosos        | Contendientes   | 7 - 5    | Tortas Negras                       |
| 23       | Mesa misteriosa | Famosos        | Contendientes   | 5 - 3    | Dulce de 3 Leches                   |
| 32       | Bastón volador  | Famosos        | Contendientes   | 5 - 3    | Tiramisú                            |
| 59       | Mesa misteriosa | Contendientes  | Famosos         | 7 - 4    | Volcán de chocolate                 |
| 69       | Geomesa         | Contendientes  | Famosos         | 5 - 1    | Snacks, bebidas y juego de futbolin |
| 72       | Pizzero         | Famosos        | Contendientes   | 5 - 1    | Snacks, bebidas y clases de surf    |
| 79       | Geomesa         | Famosos        | Contendientes   | 5 - 1    | Fiesta playera                      |

### Duelo de Relevos
Estas son competencias que surgen cuando en alguna competencia el marcador queda empatado 9 - 9, 4 - 5, 6 - 6, etc. Los relevos deben ser hombre y mujer respectivamente, primero corre uno tratando de darle ventaja a su compañero y en la zona de tiro los tiradores pueden ser mixtos.
El tirador está sombreado en negrita.
| Programa | Relevo Ganador           | Relevo Perdedor          |
| 20       | Emerson / Daniela / José | Juan / Paulina / Ricardo |
| 27       | Katerina / Panos         | José / Valentina         |
| 30       | Isabel / Rubén           | Juan / Valentina         |
| 42       | Isabel / José            | Jonatan / Valentina      |
| 44       | Jonatan / Valentina      | Daniela / José           |
| 46       | Melissa / Daniel Tirado  | Jonathan / Valentina     |
| 48       | Isabel / Daniel Tirado   | Valentina / Ricardo      |
| 50       | Isabel / Daniel Tirado   | Gregoria / Juan José     |
| 66       | Isabel / José Rodriguez  | Tommy / Marisela         |

## Desafío Internacional
Este es un juego en donde las diferentes ediciones de "Exatlón" representan a su país y juegan en contra de otro tratando de llevarse una recompensa en conjunto (Famoso y Contendientes). Durante la primera etapa el Exatlón Colombia jugaría contra Exatlón Rumania, en la segunda etapa contra Grecia y la tercera etapa contra Estados Unidos.
| Semana | Programa | Ganador             | Perdedor                  | Marcador | Circuito     |
| 03     | 14       | Bandera de Rumania  | Bandera de Colombia       | 10 - 8   | Rastrera     |
| 04     | 16       | Bandera de Colombia | Bandera de Grecia         | 10 - 6   | Dinosaurio   |
| 06     | 27       | Bandera de Grecia   | Bandera de Colombia       | 10 - 9   | Columpio     |
| 07     | 32       | Bandera de Grecia   | Bandera de Colombia       | 10 - 6   | Resbaladilla |
| 05     | 61       | Bandera de Colombia | Bandera de Estados Unidos | 10 - 5   | Rastrera     |
| 06     | 66       | Bandera de Colombia | Bandera de Estados Unidos | 10 - 9   | Tirolesa     |

## Etapa Individual (Play-Offs)

### Juego Por Recompensa Personal
A partir de la semana 18 los participantes de la etapa individual (Fusión) compiten con tres vidas y el hombre y la mujer que salen vencedores obtienen una recompensa personal con la oportunidad de invitar a un compañero para disfrutar del premio.
| Semana | Ganadores          | Vidas     | Recompensa Personal   |
| 18     | Verónica Gutiérrez | 1/3 Vidas | Concierto de Maluma   |
| 18     | José Rodríguez     | 2/3 Vidas | Concierto de Maluma   |
| 18     | Melissa Peláez     | N/A       | Comunicación y Comida |
| 18     | José Rodríguez     | N/A       | Comunicación y Comida |
| 19     | Verónica Gutiérrez | 1 Punto   | Clases De Baile       |
| 19     | José Rodríguez     | 1 Punto   | Clases De Baile       |
| 19     | Melissa Peláez     | N/A       | 5000 Dolares          |
| 19     | José Rodríguez     | N/A       | 5000 Dolares          |

### Juego Por Fortaleza Personal
A partir de la semana 18 los participantes de la etapa individual (Fusión) compiten con tres vidas y el hombre y la mujer que salen vencedores obtienen un pase seguro a la fortaleza con la oportunidad de invitar a un compañero que cada uno elija así como los perdedores tendrán que vivir en el campamento.
| Semana | Ganadores      | Vidas     | Recompensa |
| 18     | Isabel Orozco  | 1/3 Vidas | Fortaleza  |
| 18     | Daniel Tirado  | 1/3 Vidas | Fortaleza  |
| 19     | Isabel Orozco  | 3/4 Vidas | Fortaleza  |
| 19     | José Rodríguez | 2/4 Vidas | Fortaleza  |

## Eliminación

### Duelo de eliminación
Este es un juego en el que el equipo perdedor de la supervivencia sentencia a dos de sus jugadores, uno por el rendimiento de la semana y otro por la mayoría de votos de su equipo, posteriormente se enfrentan en un circuito de eliminación y el primero que llega a cinco puntos permanece en la competencia y el perdedor es eliminado del Exatlón Colombia.
| Semana | Sentenciado 1       | Sentenciado 2      | Marcador | Eliminado           | Circuito     |
| 1      | Fredy Harel         | Pedro Pallares     | 5 - 0    | Pedro Pallares      | Casillas     |
| 2      | Daniel Maia Pereira | Juan Trujillo      | 5 - 4    | Daniel Maia Pereira | Trineo       |
| 3      | Johana Fadul        | Isabel Orozco      | 5 - 0    | Johana Fadul        | Trineo       |
| 4      | Karen Manjarrés     | Verónica Gutiérrez | 5 - 3    | Karen Manjarrés     | Casillas     |
| 5      | Fredy Harel         | José Rodríguez     | 5 - 0    | Fredy Harel         | Sube y Baja  |
| 6      | Isabel Orzoco       | Lucía Aldana       | -        | Lucía Aldana        | -            |
| 7      | Beto Urrego         | Dumar Roa          | 5 - 4    | Beto Urrego         | Resbaladilla |
| 8      | Rubén Baquero       | Emerson Rodríguez  | 5 - 0    | Rubén Baquero       | Sube y Baja  |
| 9      | Paulina Valencia    | Viviana García     | 5 - 4    | Paulina Valencia    | Resbaladilla |
| 10     | Dumar Roa           | Jeisson Cano       | 5 - 4    | Jeisson Cano        | Lodo         |
| 11     | Daniela Estrada     | Natalia Giraldo    | 5 - 2    | Daniela Estrada     | Trineo       |
| 12     | Valentina Ortiz     | Viviana García     | 5 - 3    | Valentina Ortiz     | Trineo       |
| 13     | Jonatan Serna       | Dumar Roa          | 5 - 4    | Jonatan Serna       | Resbaladilla |
| 14     | Viviana García      | Verónica Gutiérrez | 1 - 0    | Viviana García      | Lodo         |
| 15     | Dumar Roa           | Juan Tujillo       | 5 - 4    | Juan Trujillo       | Lodo         |
| 16     | Emerson Rodríguez   | Daniel Olmos       | 5 - 4    | Daniel Olmos        | Tobogán      |
| 17     | Natalia Giraldo     | Melissa Peláez     | 5 - 1    | Natalia Giraldo     | Tobogán      |
| 17     | Dumar Roa           | Ricardo Valencia   | 5 - 4    | Ricardo Valencia    | Tobogán      |

Notas
- En la semana 6 no hubo duelo de eliminación debido a que la competidora sentenciada Lucía Aldana sufrió una lesión durante la semana y no podría regresar a la competencia, por lo cual Isabel Orozco se salva automáticamente y permanece en la competencia.
- En la semana 14 el duelo de eliminación no pudo terminarse debido a que la competidora sentenciada Viviana García sufrió una lesión durante la competencia que le impidió regresar al duelo, por lo cual Verónica Gutiérrez gana automáticamente el duelo de eliminación, se salva y permanece en la competencia.

### Juego de eliminación
A partir de la semana 18 los participantes de la etapa individual (Fusión) compiten en este nuevo juego que fusiona la supervivencia con el duelo de eliminación que consiste en que cada participante debe llegar a cinco puntos para poder avanzar a la siguiente semana y el que no logre juntar los puntos necesarios es eliminado del Exatlón Colombia.
| Semana | Salvado 1      | Salvado 2      | Salvado 3         | Marcador      | Eliminado          |
| 18     | Daniel Tirado  | José Rodríguez | Emerson Rodríguez | 5 - 5 - 5 - 2 | Dúmar Roa          |
| 18     | Gregoria Gómez | Isabel Orozco  | Melissa Peláez    | 5 - 5 - 5 - 4 | Verónica Gutiérrez |
| 19     | Daniel Tirado  | José Rodríguez | -                 | 4 - 4 - 1     | Emerson Rodríguez  |
| 19     | Melissa Peláez | Isabel Orozco  | -                 | 4 - 4 - 2     | Gregoria Gómez     |

## Semifinal
A partir de la semana 19 los competidores tendrán que luchar durante varios días para obtener su pase a la final la cual consiste en ganar dos de tres circuitos donde ganarán un hombre y una mujer que disputaran la final para convertirse en el campeón o campeona de Exatlón Colombia.

### Competencia Masculina
| Semana | Semifinalistas | Primer Circuito | Primer Circuito | Segundo Circuito | Segundo Circuito | Resultado |
| Semana | Semifinalistas | Puntos          | Global          | Puntos           | Global           | Resultado |
| 19     | Daniel Tirado  | 3               | 0               | 2                | 0                | Eliminado |
| 19     | José Rodríguez | 5               | 1               | 5                | 2                | Finalista |

### Competencia Femenina
| Semana | Semifinalistas | Primer Circuito | Primer Circuito | Segundo Circuito | Segundo Circuito | Tercer Circuito | Tercer Circuito | Resultado |
| Semana | Semifinalistas | Puntos          | Global          | Puntos           | Global           | Puntos          | Global          | Resultado |
| 19     | Melissa Peláez | 5               | 1               | 1                | 1                | 3               | 1               | Eliminada |
| 19     | Isabel Orozco  | 1               | 0               | 5                | 1                | 5               | 2               | Finalista |

## Gran Final
La gran final de Exatlón Colombia se disputó en la semana 19 entre un hombre y un mujer la cual se definiría al campeón de la competencia. La dinámica consistía en que uno de los dos participantes debía ganar tres de cinco circuitos pero para conquistar cada juego era necesario ganar cuatro puntos en cada uno.
| Semana | Finalistas     | Primer Circuito | Primer Circuito | Segundo Circuito | Segundo Circuito | Tercer Circuito | Tercer Circuito | Cuarto Circuito | Cuarto Circuito | Resultado    |
| Semana | Finalistas     | Puntos          | Global          | Puntos           | Global           | Puntos          | Global          | Puntos          | Global          | Resultado    |
| 19     | José Rodríguez | 4               | 1               | 4                | 2                | 3               | 2               | 4               | 3               | Campeón      |
| 19     | Isabel Orozco  | 0               | 0               | 1                | 0                | 4               | 1               | 1               | 1               | Sub Campeona |

## Resultados Generales

### Tabla De Eliminación
| Atleta | Atleta | Atleta    | Semana 1          | Semana 2          | Semana 3          | Semana 4          | Semana 5          | Semana 6          | Semana 7    | Semana 8    | Semana 9    | Semana 10   | Semana 11   | Semana 12   | Semana 13   | Semana 14   | Semana 15   | Semana 16   | Semana 17   | Semana 17   | Semana 18 | Semana 18 | Semana 19 | Semana 19     | Semana 19 |
| ------ | ------ | --------- | ----------------- | ----------------- | ----------------- | ----------------- | ----------------- | ----------------- | ----------- | ----------- | ----------- | ----------- | ----------- | ----------- | ----------- | ----------- | ----------- | ----------- | ----------- | ----------- | --------- | --------- | --------- | ------------- | --------- |
|        |        | José      | Avanza            | Gana              | Avanza            | Gana              | Sentenciado       | Avanza            | Gana        | Avanza      | Gana        | Gana        | Avanza      | Gana        | Gana        | Gana        | Gana        | Avanza      | Avanza      | Gana        | Gana      | Avanza    | Gana      | Gana          | Campeón   |
|        |        | Isabel    | Avanza            | Gana              | Sentenciada       | Gana              | Avanza            | Sentenciada       | Gana        | Avanza      | Gana        | Gana        | Avanza      | Gana        | Gana        | Gana        | Gana        | Avanza      | Avanza      | Gana        | Avanza    | Gana      | Gana      | Gana          | Finalista |
|        |        | Melissa   | Sin Participación | Sin Participación | Sin Participación | Sin Participación | Sin Participación | Sin Participación | Gana        | Avanza      | Gana        | Gana        | Avanza      | Gana        | Gana        | Gana        | Gana        | Avanza      | Sentenciada | Gana        | Avanza    | Gana      | Gana      | Semifinalista |           |
|        |        | Daniel T. | Avanza            | Gana              | Avanza            | Gana              | Avanza            | Avanza            | Gana        | Avanza      | Gana        | Gana        | Avanza      | Gana        | Gana        | Gana        | Gana        | Avanza      | Avanza      | Gana        | Gana      | Avanza    | Gana      | Semifinalista |           |
|        |        | Gregoria  | Sin Participación | Sin Participación | Sin Participación | Sin Participación | Gana              | Gana              | Avanza      | Gana        | Avanza      | Avanza      | Gana        | Avanza      | Avanza      | Avanza      | Avanza      | Gana        | Gana        | Avanza      | Avanza    | Gana      | Eliminada |               |           |
|        |        | Emerson   | Avanza            | Gana              | Avanza            | Gana              | Avanza            | Avanza            | Gana        | Sentenciado | Gana        | Gana        | Avanza      | Gana        | Gana        | Gana        | Gana        | Sentenciado | Avanza      | Gana        | Gana      | Avanza    | Eliminado |               |           |
|        |        | Verónica  | Gana              | Avanza            | Gana              | Sentenciada       | Gana              | Gana              | Avanza      | Gana        | Avanza      | Avanza      | Gana        | Avanza      | Avanza      | Sentenciada | Avanza      | Gana        | Gana        | Avanza      | Avanza    | Eliminada |           |               |           |
|        |        | Dumar     | Gana              | Avanza            | Gana              | Avanza            | Gana              | Gana              | Sentenciado | Gana        | Avanza      | Sentenciado | Gana        | Avanza      | Sentenciado | Avanza      | Sentenciado | Gana        | Gana        | Sentenciado | Eliminado |           |           |               |           |
|        |        | Ricardo   | Gana              | Avanza            | Gana              | Avanza            | Gana              | Gana              | Avanza      | Gana        | Avanza      | Avanza      | Gana        | Avanza      | Avanza      | Avanza      | Avanza      | Gana        | Gana        | Eliminado   |           |           |           |               |           |
|        |        | Natalia   | Avanza            | Gana              | Avanza            | Gana              | Avanza            | Avanza            | Gana        | Avanza      | Gana        | Gana        | Sentenciada | Gana        | Gana        | Gana        | Gana        | Avanza      | Eliminada   |             |           |           |           |               |           |
|        |        | Daniel O. | Sin Participación | Sin Participación | Sin Participación | Sin Participación | Sin Participación | Sin Participación | Gana        | Avanza      | Gana        | Gana        | Avanza      | Gana        | Gana        | Gana        | Gana        | Eliminado   |             |             |           |           |           |               |           |
|        |        | Juan      | Gana              | Sentenciado       | Gana              | Avanza            | Gana              | Gana              | Avanza      | Gana        | Avanza      | Avanza      | Gana        | Avanza      | Avanza      | Avanza      | Eliminado   |             |             |             |           |           |           |               |           |
|        |        | Viviana   | Gana              | Avanza            | Gana              | Avanza            | Gana              | Gana              | Avanza      | Gana        | Sentenciada | Avanza      | Gana        | Sentenciada | Avanza      | Retirada    |             |             |             |             |           |           |           |               |           |
|        |        | Jonatan   | Gana              | Avanza            | Gana              | Avanza            | Gana              | Gana              | Avanza      | Gana        | Avanza      | Avanza      | Gana        | Avanza      | Eliminado   |             |             |             |             |             |           |           |           |               |           |
|        |        | Valentina | Gana              | Avanza            | Gana              | Avanza            | Gana              | Gana              | Avanza      | Gana        | Avanza      | Avanza      | Gana        | Eliminada   |             |             |             |             |             |             |           |           |           |               |           |
|        |        | Daniela   | Avanza            | Gana              | Avanza            | Gana              | Avanza            | Avanza            | Gana        | Avanza      | Gana        | Gana        | Eliminada   |             |             |             |             |             |             |             |           |           |           |               |           |
|        |        | Jeisson   | Gana              | Avanza            | Gana              | Avanza            | Gana              | Gana              | Avanza      | Gana        | Avanza      | Eliminado   |             |             |             |             |             |             |             |             |           |           |           |               |           |
|        |        | Paulina   | Gana              | Avanza            | Gana              | Avanza            | Gana              | Gana              | Avanza      | Gana        | Eliminada   |             |             |             |             |             |             |             |             |             |           |           |           |               |           |
|        |        | Rubén     | Sin Participación | Sin Participación | Sin Participación | Sin Participación | Avanza            | Avanza            | Gana        | Eliminado   |             |             |             |             |             |             |             |             |             |             |           |           |           |               |           |
|        |        | Betto     | Sin Participación | Sin Participación | Sin Participación | Sin Participación | Gana              | Gana              | Eliminado   |             |             |             |             |             |             |             |             |             |             |             |           |           |           |               |           |
|        |        | Lucía     | Avanza            | Gana              | Avanza            | Gana              | Avanza            | Retirada          |             |             |             |             |             |             |             |             |             |             |             |             |           |           |           |               |           |
|        |        | Bárbara   | Sin Participación | Sin Participación | Sin Participación | Sin Participación | Avanza            | Retirada          |             |             |             |             |             |             |             |             |             |             |             |             |           |           |           |               |           |
|        |        | Fredy H.  | Sentenciado       | Gana              | Avanza            | Gana              | Eliminado         |                   |             |             |             |             |             |             |             |             |             |             |             |             |           |           |           |               |           |
|        |        | Freddy R. | Avanza            | Gana              | Avanza            | Gana              | Retirado          |                   |             |             |             |             |             |             |             |             |             |             |             |             |           |           |           |               |           |
|        |        | Karen     | Gana              | Avanza            | Gana              | Eliminada         |                   |                   |             |             |             |             |             |             |             |             |             |             |             |             |           |           |           |               |           |
|        |        | Johana    | Avanza            | Gana              | Eliminada         |                   |                   |                   |             |             |             |             |             |             |             |             |             |             |             |             |           |           |           |               |           |
|        |        | Daniel M. | Gana              | Eliminado         |                   |                   |                   |                   |             |             |             |             |             |             |             |             |             |             |             |             |           |           |           |               |           |
|        |        | Pedro     | Eliminado         |                   |                   |                   |                   |                   |             |             |             |             |             |             |             |             |             |             |             |             |           |           |           |               |           |

### Leyenda
| Color | Color         | Significado                                                                                           |
|       | Famosos       | El participante perteneció al equipo de Famosos.                                                      |
|       | Contendientes | El participante perteneció al equipo de Contendientes.                                                |
|       | Individual    | El participante llegó a la etapa de competencia individual.                                           |
|       | Gana          | El participante gana el juego de eliminación y avanza al siguiente juego.                             |
|       | Gana          | El participante gana el juego de eliminación y gana su pase a la semifinal.                           |
|       | Gana          | El participante gana la semifinal y avanza a la gran final.                                           |
|       | Avanza        | El participante pierde la supervivencia junto a su equipo pero no es sentenciado.                     |
|       | Sentenciado   | El participante pierde junto a su equipo y es sentenciado por tener el peor rendimiento de la semana. |
|       | Sentenciado   | El participante pierde junto a su equipo y es sentenciado por obtener la mayoría de votos.            |
|       | Eliminado     | El participante es sentenciado y posteriormente es eliminado en el duelo de eliminación.              |
|       | Retirado      | El participante es eliminado debido a una fuerte lesión.                                              |